# Municipio de St. Francois (condado de St. Francois)
El municipio de St. Francois (en inglés: St. Francois Township) es un municipio ubicado en el condado de Saint François en el estado estadounidense de Misuri. En el año 2010 tenía una población de 29371 habitantes y una densidad poblacional de 173,94 personas por km².

## Geografía
El municipio de St. Francois se encuentra ubicado en las coordenadas 37°47′53″N 90°26′36″O / 37.79806, -90.44333. Según la Oficina del Censo de los Estados Unidos, el municipio tiene una superficie total de 168.86 km², de la cual 168.4 km² corresponden a tierra firme y (0.27%) 0.46 km² es agua.

## Demografía
Según el censo de 2010, había 29371 personas residiendo en el municipio de St. Francois. La densidad de población era de 173,94 hab./km². De los 29371 habitantes, el municipio de St. Francois estaba compuesto por el 92.73% blancos, el 4.66% eran afroamericanos, el 0.39% eran amerindios, el 0.65% eran asiáticos, el 0.05% eran isleños del Pacífico, el 0.28% eran de otras razas y el 1.24% pertenecían a dos o más razas. Del total de la población el 1.43% eran hispanos o latinos de cualquier raza.